# Kingisepp
Kingisepp (russisk: Кингисепп, tr. Kingisepp, tidligere Jamburg, russisk: Я́мбур) er en by i Leningrad oblast i Rusland. Den ligger langs floden Luga, 137 km vest for Sankt Petersborg og 20 km øst for Narva med 48.807(2024) indbyggere.

## Historie
Byen er først dokumenteret i 1384 , da republikken Novgorod byggede en fæstning mod svenskerne der. De kaldte den Jama eller Jamskij Gorodok efter en finsk stamme, der boede i området. Fæstningen stod imod belejringer af den Tyske Orden i 1395 og fra 1444 til 1448. I slutningen af den livlandske krig blev byen afstået til Sverige blot for at blive tilbagegivet tolv år senere, i 1595. Efter freden i Stolbova havnede den igen hos svenskerne, som beholdt Jama som navn på byen.
I 1703 blev byen endelig erobret af russerne under den store nordiske krig efter først at have været holdt af russerne i en måned sent i 1700. Russerne omdøbte byen til Jamburg. Fem år senere tildelte Peter den store byen til Aleksandr Mensjikov som hertug af Izjora. Bynavnet blev beholdt uændret til 1922, da bolsjevikkerne opkaldte byen efter den estiske kommunistleder Viktor Kingissepp (byen må ikke forveksles med den estiske by Kuressaare, som i sovjettiden hed Kingissepa).

## Demografi
Indbyggertallets udvikling:
1926: 5.003
1970: 17.315
2005: 50.400
2006: 50.500
2009: 49.900
2010: 48.700 (folketælling)

## Venskabsbyer
- Norge Narvik, Norge
- Tyskland Sassnitz, Tyskland